# Ana Inés Jabares-Pita

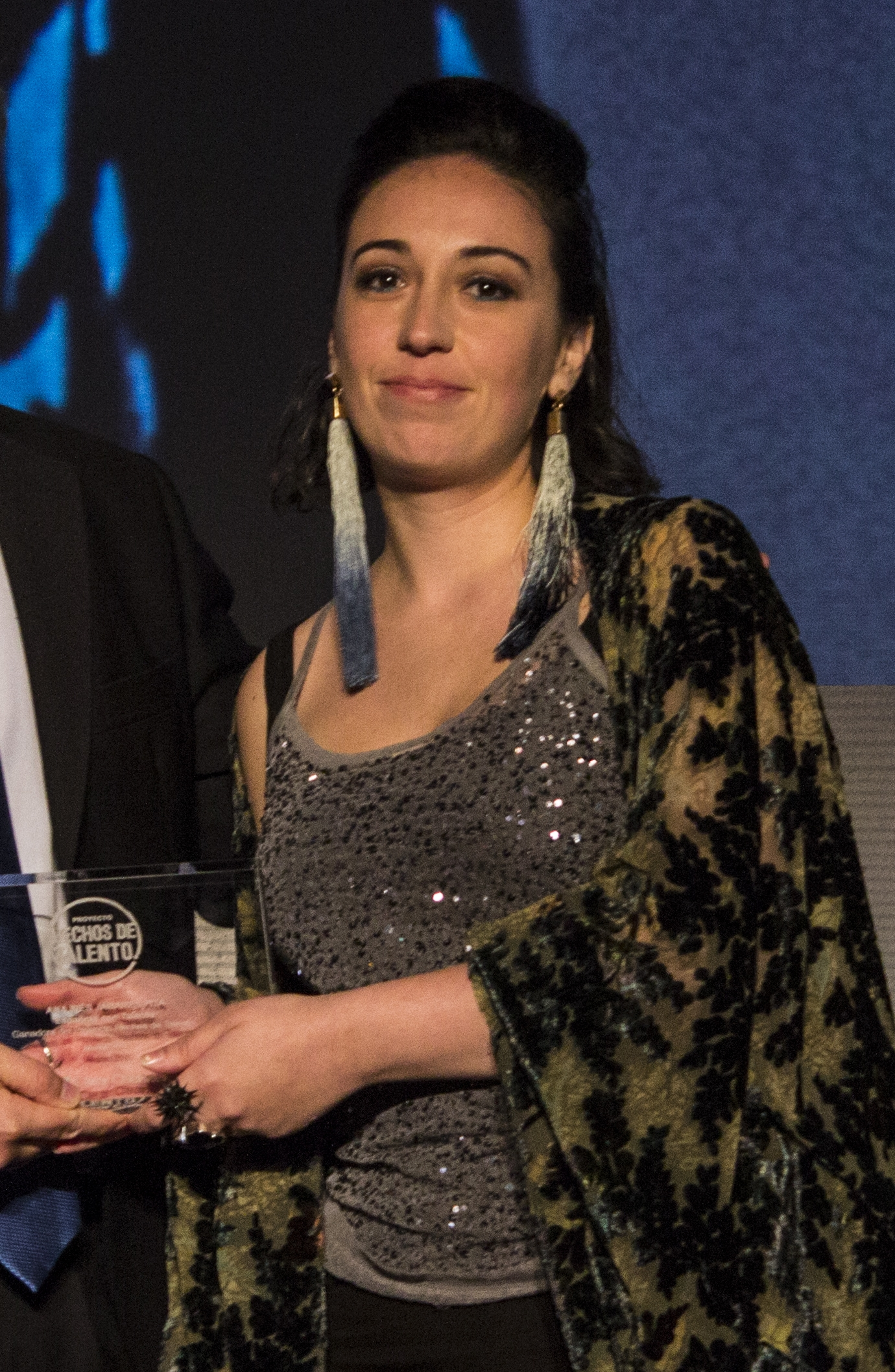
Ana Inés Jabares-Pita bei der Preisverleihung von Hechos de Talento in Madrid (2015)

Ana Inés Jabares-Pita (geboren am 21. Januar 1987) ist eine spanische Bühnenbildnerin. Sie ist in den Sparten Oper, Ballett, Theater, Film, Konzert und Ausstellung aktiv.

## Ausbildung
Jabares-Pita wurde in A Coruña, Galicien, Spanien, geboren. Als Teenager trat sie dem Chor des Orquesta Sinfónica de Galicia als Sopranistin bei und trat in mehreren Aufführungen auf. Im Alter von 18 Jahren zog sie nach Südspanien, um an der Universität Sevilla Bildende Kunst zu studieren und gleichzeitig ihr Musikstudium fortzusetzen. Im Rahmen ihres Bachelor-Abschlusses in Bildender Kunst verbrachte sie ein Jahr an der Accademia di Belle Arti di Palermo in Italien, wo klassische Musik und Oper ihr Interesse am Bühnenbild weckten. Sie setzte ihr Studium in London an der Royal Central School of Speech and Drama fort, wo sie einen Master of Arts in Szenografie erlangte.

## Karriere

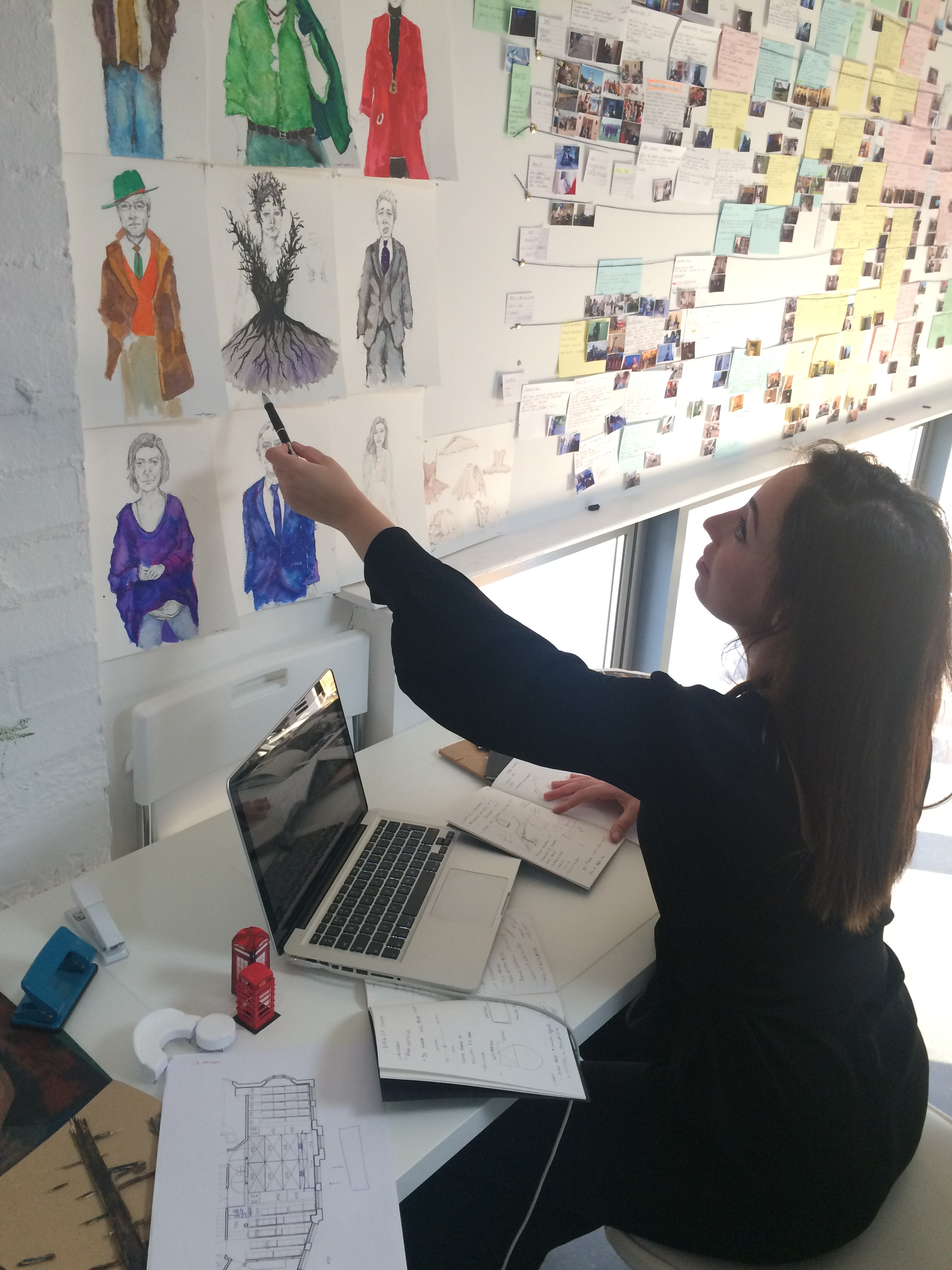
Jabares-Pita bei der Arbeit im Studio

Im Jahr 2013 wurde Jabares-Pita für ihren Designvorschlag von The Driver’s Seat, einer Bühnenadaption von Muriel Sparks Novelle von 1971, zum „Gesamtsieger“ (overall winner) des Linbury Prize for Stage Design erklärt. Dank dieser Auszeichnung arbeitete sie 2015 zusammen mit Laurie Sansom, der Direktorin des National Theatre of Scotland, an dieser Produktion im Tramway Arts Centre in Glasgow.
Im Jahr 2015 entwarf sie The Echo Chamber für das Young Vic in London, gefolgt von Lela & Co (2015) für das Royal Court Upstairs, und Wish List (2016) für das Royal Exchange (Manchester).
Sie setzte ihre Arbeit in Schottland fort, so z. B. In Fidelity (2016) für das Traverse Theatre in Edinburgh und die Gestaltung von Daphne Oram and the Wonderful World of Sound (Blood of the Young) (2017) am Tron Theatre in Glasgow.
Im Jahr 2018 arbeitete sie in mehreren Produktionen in ganz Großbritannien mit, wie z. B. The Lovely Bones (2018) unter der Regie von Melly Still und in der Adaption von Bryony Lavery nach Alice Sebold (eine Koproduktion des Birmingham Repertory Theatre, Royal & Derngate, Northampton und Northern Stage mit dem Liverpool Everyman & Playhouse); die Weltpremiere der Oper To See the Invisible (Aldeburgh Festival 2018); Twelfth Night (Royal Lyceum Theatre, Edinburgh, und Bristol Old Vic 2018) und Pride and Prejudice (*sort of) (2018) im Tron Theatre.
Jabares-Pita arbeitete auch als Designerin in Kunstgalerien wie der Dulwich Picture Gallery und dem Victoria and Albert Museum, wo ihre Arbeit über What Girls Are Made Of für das Archiv ausgewählt wurde.
Sie war eine der ersten spanischen Bühnenbildnerinnen, die bei der Royal Shakespeare Company arbeitete, wo sie Bühnenbild und Kostüme für Europeana (2020; Teil der Projekt-Europa-Saison, derzeit wegen der COVID-19-Pandemie ausgesetzt) nach einem Roman von Patrik Ouředník unter der Regie von Maria Aberg entwarf. Zu ihren jüngsten Arbeiten gehören Blond Eckbert (2020; derzeit ausgesetzt wegen COVID-19) für die English National Opera und Faustus: That Damned Woman (2020) von Chris Bush unter der Regie von Caroline Byrne (Koproduktion Headlong, Lyric Hammersmith und Birmingham Repertory Theatre).

## Ausstellungen
- 2015 Linbury-Prize-Vertretung (The Driver’s Seat) bei der Make/Believe-Ausstellung im V&A-Museum in London 2015
- 2015 Representation der spanischen Szenografie bei der Prager Quadriennale.
- 2017 World Stage Design Ausstellung (Taipei) – The Driver’s Seat[1]

## Auszeichnungen und Stipendien

Hechos de talento (The Spanish are Made of Talent) am Picadilly Circus

Die Arbeit von Jabares-Pita hat die folgenden Auszeichnungen und Nominierungen erhalten.

### Preise
- 2013 Gesamtsieger (overall winner) des Linbury Prize für The Driver’s Seat für das National Theatre of Scotland.[15]
- 2013 Preis für Bestes Design auf dem Ottawa Fringe Festival für Sappho...in 9 Fragmenten
- 2015 Gewinnerin in der Kategorie Design der Initiative Hechos de talento.[16] Jabares-Pita wurde „Spanische Design-Botschafterin“ und vertrat das spanische Design an einigen der symbolträchtigsten Orte der Welt, wie dem Piccadilly Circus (London) und am Times Square (New York City).
- 2016 Gewinnerin des Spirit of Dundee Award in Wearable Art für ihren Kostümentwurf von Ignis.[17]
- 2016 Dritter Preis beim Europäischen Opernpreis. Vorschlag La Traviata, in Zusammenarbeit mit Max Hoehn.
- 2017 Gewinnerin Beste Studioproduktion, verliehen von den Manchester Theatre Awards für Wish List.

### Nominierungen
- 2015 Finalistin des James Menzies-Kitchin Trust Award (JMK Trust Award) mit dem Regisseur Ben Hadley
- 2015 Finalistin für das Independent Opera Director Fellowship mit Dir. Rafael R. Villalobos

### Stipendien
- 2012–2014 Künstlerresidenz beim Sleepwalk Collective am Barbican Theatre London, Espazio Eszena, Bilbao und Vitoria
- 2014 Ausgewählt bei der IV Encontro Artistas Novos-EAN 2014, Cidade da Cultura
- 2019 Künstlerresidenz in Florida durch E2C (Escape to Create)[18] zur Erforschung des Einsatzes von Augmented Reality in Videospielen und neuen Technologien in der Malerei, inspiriert durch ihre früheren Erfahrungen bei der Gestaltung von Bühnenbild und Kostümen für das Inchcolm-Projekt.
- 2019 Künstlerresidenz in New York City, gesponsert durch das spanische Kulturaktionsprogramm 12 Miradas::Riverside und entwickelt vom künstlerischen Leiter Carlos Quintáns mit dem Laboratorio Creativo Vilaseco.

## Rezeption
Die Arbeit von Jabares-Pita wurde von den Medien in Großbritannien kommentiert. The Guardian zählte Lela & Co zu den zehn besten Theaterproduktionen des Jahres 2015.
Idomeneus (2014) machte sie zum Mitglied der Jerwood Young Designers von The Gate Theatre. Derselbe Entwurf wurde auch vom V&A in London ausgewählt, um in dessen Archiv aufgenommen zu werden.